# Gmina Łodygowice
Die Gmina Łodygowice ist eine Landgemeinde im Powiat Żywiecki der Woiwodschaft Schlesien in Polen. Ihr Sitz ist das gleichnamige Dorf (deutsch Lodygowitz) mit etwa 6900 Einwohnern.

## Geographie

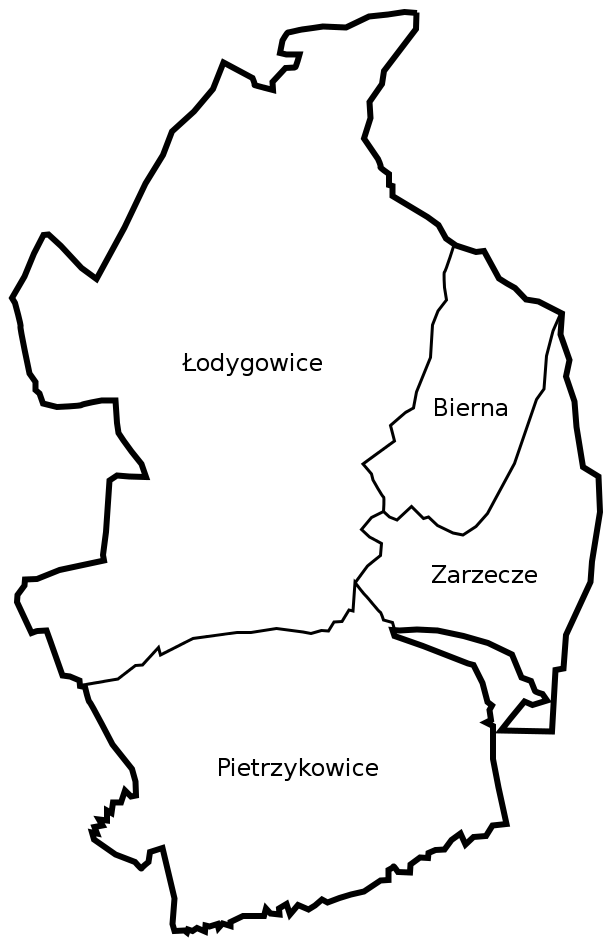
Lage der Dörfer

Die Gemeinde liegt im Süden der Woiwodschaft und grenzt im Südosten an die Kreisstadt Żywiec (deutsch Saybusch). Die weiteren Nachbargemeinden sind die Landgemeinden Buczkowice, Czernichów, Lipowa und Wilkowice.
Das Gemeindegebiet hat eine Fläche von 35,2 km², davon werden 57 Prozent land- und 25 Prozent forstwirtschaftlich genutzt. Es liegt im Saybuscher Becken (Kotlina Żywiecka) der Kleinen Beskiden (Beskid Mały) im Nordosten. Zu den Fließgewässern gehört die Żylica.

## Geschichte
Die Landgemeinde wurde 1973 aus Gromadas wieder gebildet. Sie gehörte zur Woiwodschaft Krakau und kam 1975 zur Woiwodschaft Bielsko-Biała, der Powiat wurde aufgelöst. Zum 1. Januar 1999 kam die Gemeinde zur Woiwodschaft Schlesien und wieder zum Powiat Żywiecki.
Die Landgemeinde von 1934, in deutscher Besatzungszeit ein Amtsbezirk, wurde 1954 in Gromadas aufgelöst.

## Gliederung
Die Landgemeinde Łodygowice besteht aus vier Dörfern mit einem Schulzenamt (sołectwo):
- Bierna
- Łodygowice
- Pietrzykowice
- Zarzecze